# Marici

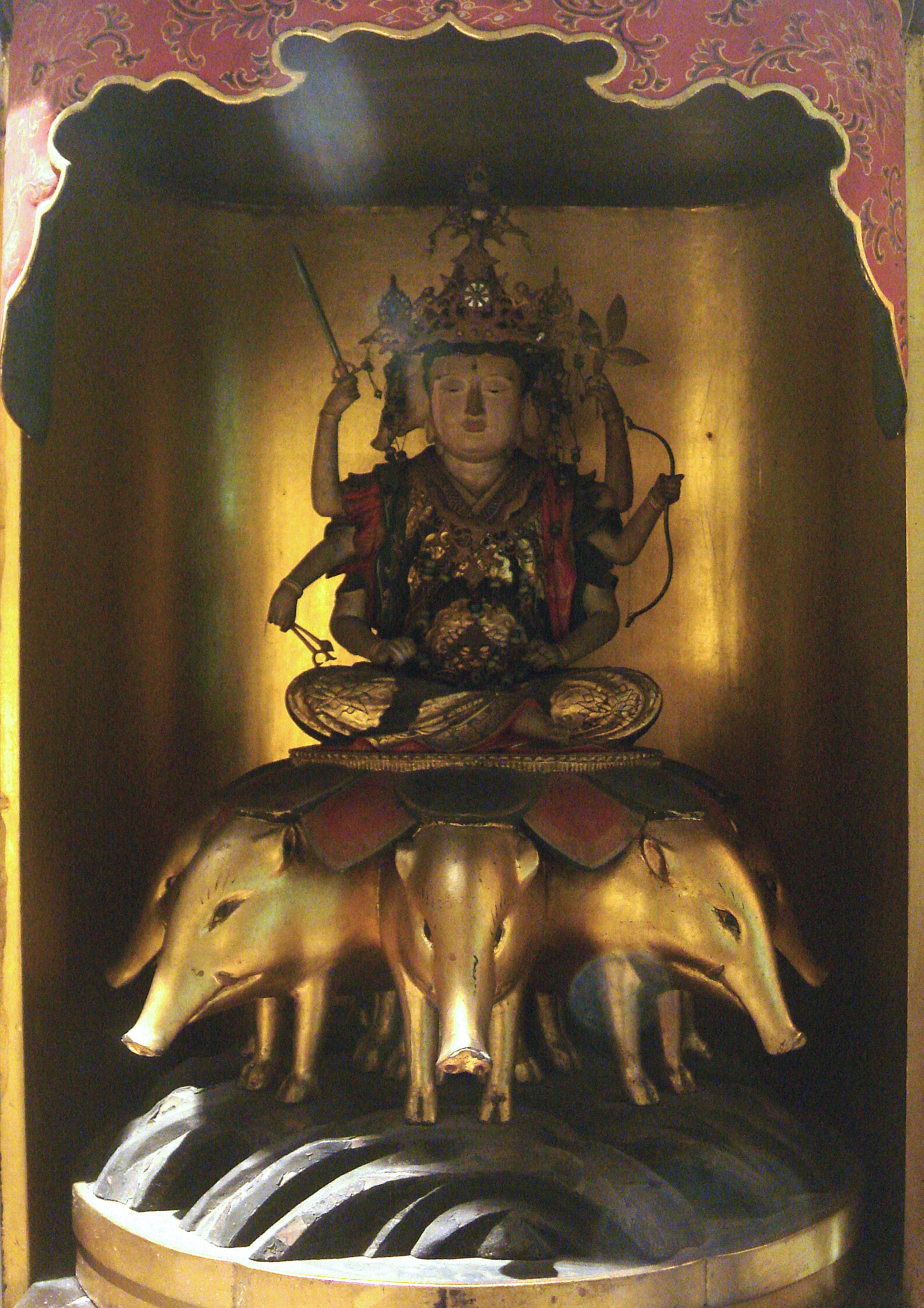
Zeița Marici.

Marici este o zeitate budistă venerată în budismul Mahayana, dar și în budismul Vajrayana. Ea este asociată cu lumina și soarele, și este considerată Mama Stelei Nordului. Simbolurile zeiței sunt raza de soare, colțul de animal, săgeata, arcul, acul și firul de ață.
Marici apare în iconografie ca o femeie îngrozitoare cu mai multe brațe, și având trei fețe, dintre care una este de mistreț. Ea umblă escortată de un alai de zeițe cu râturi de animal, în caleașca sa trasă de șapte porci , sau călare pe un mistreț, și fiind însoțită de Rahu, demonul eclipselor.
În China, Marici este numită Mólìzhītiān, și a fost adoptată și de către taoiști, iar în Japonia este numită Marishi-ten și este foarte venerată în secta Zen, unde este considerată patroana războinicilor. Așa se face că înainte de a începe o luptă, la răsăritul soarelui, samuraii se închinau zeiței pentru ajutor.